# 개성 성곽

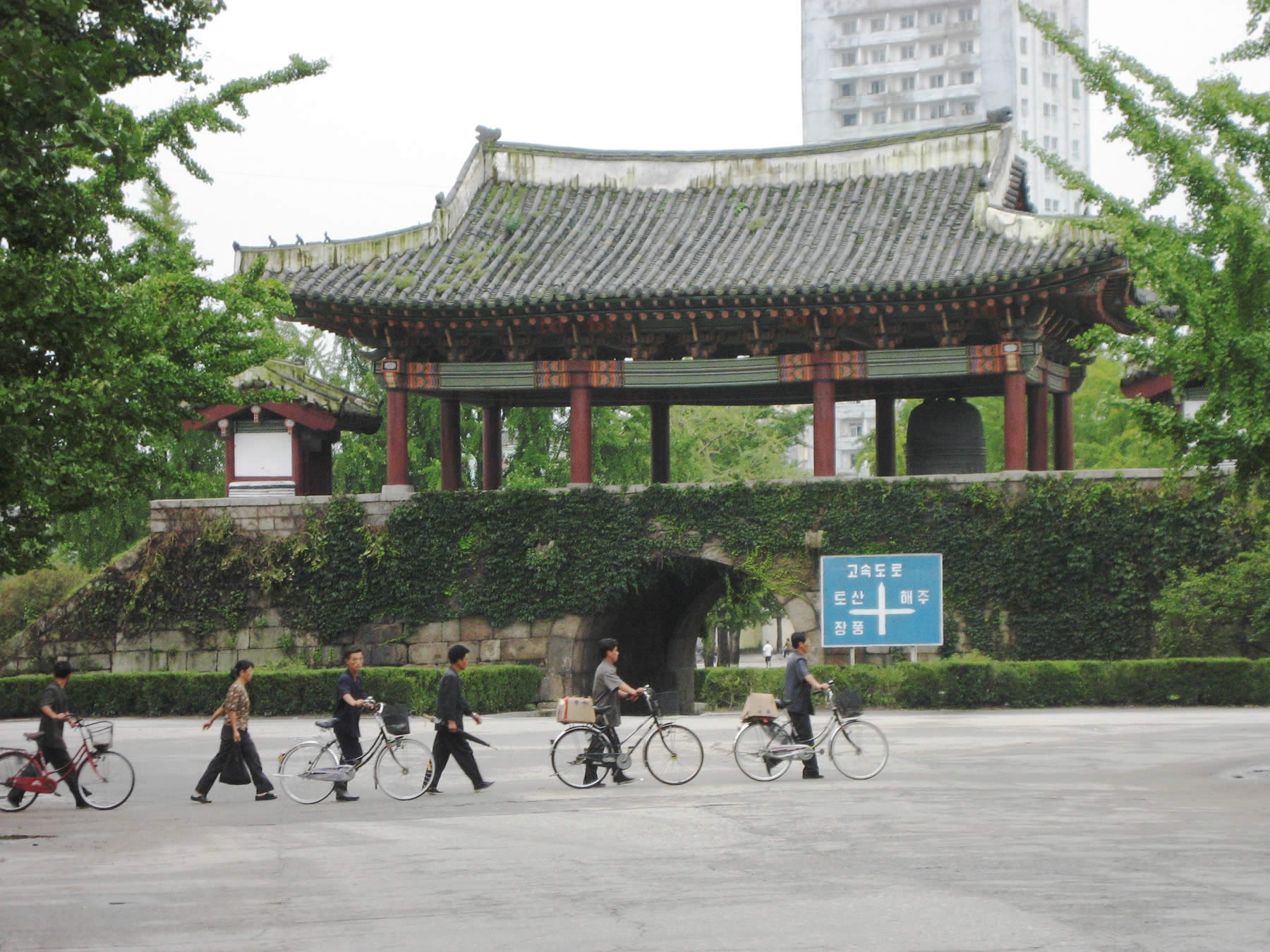

개성성(開城城) 또는 개성 성곽(開城城郭)은 개성을 둘러싼 성곽이다.

## 역사
고려 때 지어졌고 밖에서부터 외성(나성)·내성(반월성)·궁성·황성으로 이루어져 있다. 황성은 896년 태봉국이 송악산 기슭에 쌓은 궁성인 발어참성을 고려가 그대로 쓴 것이다. 문은 동 광화문·남 주작문·서 영추문·북 장평문을 비롯해서 모두 20개가 있었다. 궁성은 919년에 쌓았는데 1361년 홍건적의 침입으로 부수어졌다. 외성은 거란의 침입을 막기 위해 1009년부터 쌓기 시작해 1029년 준공했다. 큰 문 8개, 중간 크기 문 4개, 작은 문 13개가 있었는데, 지금은 3개만 남아 있다. 1391년에 방어를 두텁게 하기 위해 내성을 짓기 시작하여 1393년(태조 2년)에 완공했다. 남대문·동대문·동소문·서소문·북소문·진언문 등 7개의 성문이 있었는데, 지금은 남대문만이 남아 있다. 남대문은 한국 전쟁 때 부서진 것을 1954년에 복구한 것이다. 누각에는 연복사종이 있다.